# Westheide (gmina)
Westheide – gmina w Niemczech, w kraju związkowym Saksonia-Anhalt, w powiecie Börde, należąca do gminy związkowej Elbe-Heide.
Dzielnice gminy:
- Born
- Hillersleben
- Neuenhofe